# 石井俊匡
石井 俊匡（いしい としまさ）は日本のアニメーション監督。群馬県みどり市出身。

## 経歴
千葉大学出身で大学時代は物理学を専攻する傍ら、アニメーション研究会に所属。そこでアニメの楽しさに気付き、アニメ業界を志す。
2010年よりA-1 Picturesに制作進行として業界入り。2014年、『宇宙兄弟』の第90話「小っちゃいメモとでっかいお守り」で演出家デビューを果たす。2019年、Webアニメ『そばへ』で初監督。

## 参加作品

### テレビアニメ
2010年
- 黒執事II（制作進行）

2011年
- あの日見た花の名前を僕達はまだ知らない。（制作進行）
- THE IDOLM@STER（制作進行）

2012年
- 宇宙兄弟（2012年 - 2014年、絵コンテ・演出・設定制作）

2014年
- 世界征服〜謀略のズヴィズダー〜（制作進行）
- 七つの大罪（-2015年、演出）
- 四月は君の嘘（2014年 - 2015年、絵コンテ・演出）

2015年
- GATE 自衛隊 彼の地にて、斯く戦えり（演出）

2016年
- 僕だけがいない街（監督助手・絵コンテ・演出）
- クオリディア・コード（絵コンテ）
- 七つの大罪 聖戦の予兆（絵コンテ・演出）
- Occultic;Nine -オカルティック・ナイン-（絵コンテ・演出）

2017年
- 亜人ちゃんは語りたい（絵コンテ・演出）
- GRANBLUE FANTASY The Animation（絵コンテ・演出）

2018年
- 抱かれたい男1位に脅されています。（絵コンテ・演出）

2019年
- 約束のネバーランド（絵コンテ・演出）
- ソードアート・オンライン アリシゼーション War of Underworld（絵コンテ）
- Fate/Grand Order -絶対魔獣戦線バビロニア-（-2020年、絵コンテ・演出）
- BEASTARS（絵コンテ）

2021年
- 86-エイティシックス-（監督・絵コンテ・演出）

2023年
- NieR:Automata Ver1.1a（絵コンテ・演出）
- 天国大魔境（絵コンテ）

2024年
- 魔王2099（絵コンテ）

### 劇場アニメ
- 劇場版 あの日見た花の名前を僕達はまだ知らない。（2013年、制作進行）
- 宇宙兄弟 #0（2014年、絵コンテ・演出・設定制作）
- 未来のミライ（2018年、助監督）

### Webアニメ
- そばへ（2019年、監督）